# NASA's Eyes

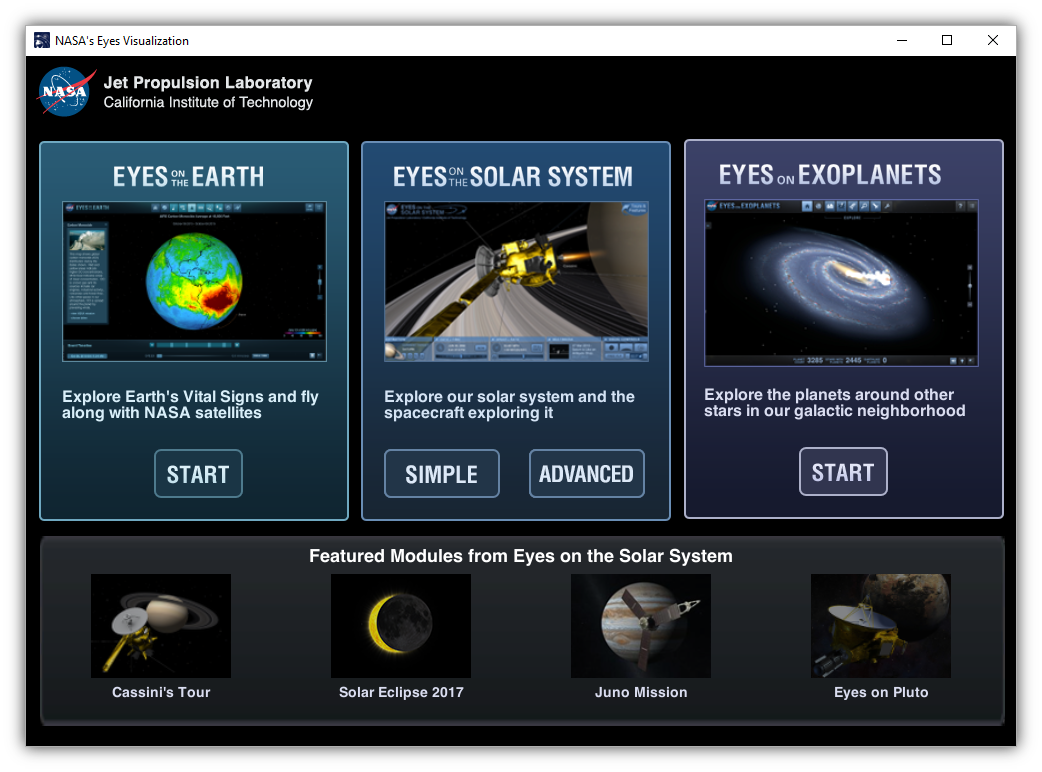

NASA's Eyes는 NASA와 JPL이 제작한 천문학 시뮬레이션이다. 모바일, 맥, 윈도우, 리눅스 (예정)까지 운영체제가 방대하여 운영체제로 인한 제약이 없다. NASA와 JPL과 월트 디즈니 애니메이션 스튜디오와의 합작이다. 이는 애니메이션 제작사와 국립기관과의 최초의 협력이다. 총 3개의 세부 시뮬레이션 프로그램으로 이루어져 있으며, 3개 다 3D로 운용하고 있다.

## Eyes on the Solar System (태양계 시뮬레이션)
2010년, NASA는 태양계 시뮬레이션 프로그램을 제작하려고 NASA의 연구원들과 월트 디즈니 애니메이션 스튜디오의 직원들을 뽑았다. 뽑은 뒤 3D의 우주선과 행성 구현과 디자인은 월트 디즈니 애니메이션 스튜디오의 직원들이, 자료 제공과 검토는 NASA의 연구원과 JPL이 했다. 그리고 2010년 말 NASA는 유니티를 만든 프로그램에다 합쳐서 기본적인 프로그램의 토대를 완성했다. 마지막으로 2012년 JAVA를 이용해서 프로그램을 업데이트하였다.
현재 2017년 8월 21일 일식과 카시니-하위헌스 호의 시뮬레이션이 나왔다.

## Eyes on the Exoplanets (외계 행성 시뮬레이션)
2010년, NASA는 외계 행성 시뮬레이션 프로그램을 제작하기 위하여 NASA의 연구원들과 월트 디즈니 애니메이션 스튜디오의 직원들을 뽑았다. 여기서 NASA가 자신들의 자료를 볼 수 있도록 해주었다. 그리고 2010년 말 NASA는 유니티를 만든 프로그램에다 합쳐서 기본적인 프로그램의 토대를 완성했다. 모든 외계 행성의 하나하나 다 구현하지는 못했다.

## Eyes on the Earth (지구 관측 시뮬레이션)
2010년, NASA는 지구 관측 시뮬레이션 프로그램을 제작하기 위하여 NASA의 연구원들과 월트 디즈니 애니메이션 스튜디오의 직원들을 뽑았다. 그리고 월트 디즈니 애니메이션 스튜디오의 직원들이 지금까지 모은 데이터들을 사용하여 3D 모델을 그렸고, NASA와 JPL이 GRACE의 자료를 이 프로그램을 개발하는 월트 디즈니 애니메이션 스튜디오의 직원들에게 제공하였다. 그리고 2010년 말 NASA는 유니티를 이 NASA's Eyes에다 합쳐서 기본적인 프로그램의 토대를 완성했다.